# 凱爾凱拉
36°56′N 6°35′E / 36.933°N 6.583°E

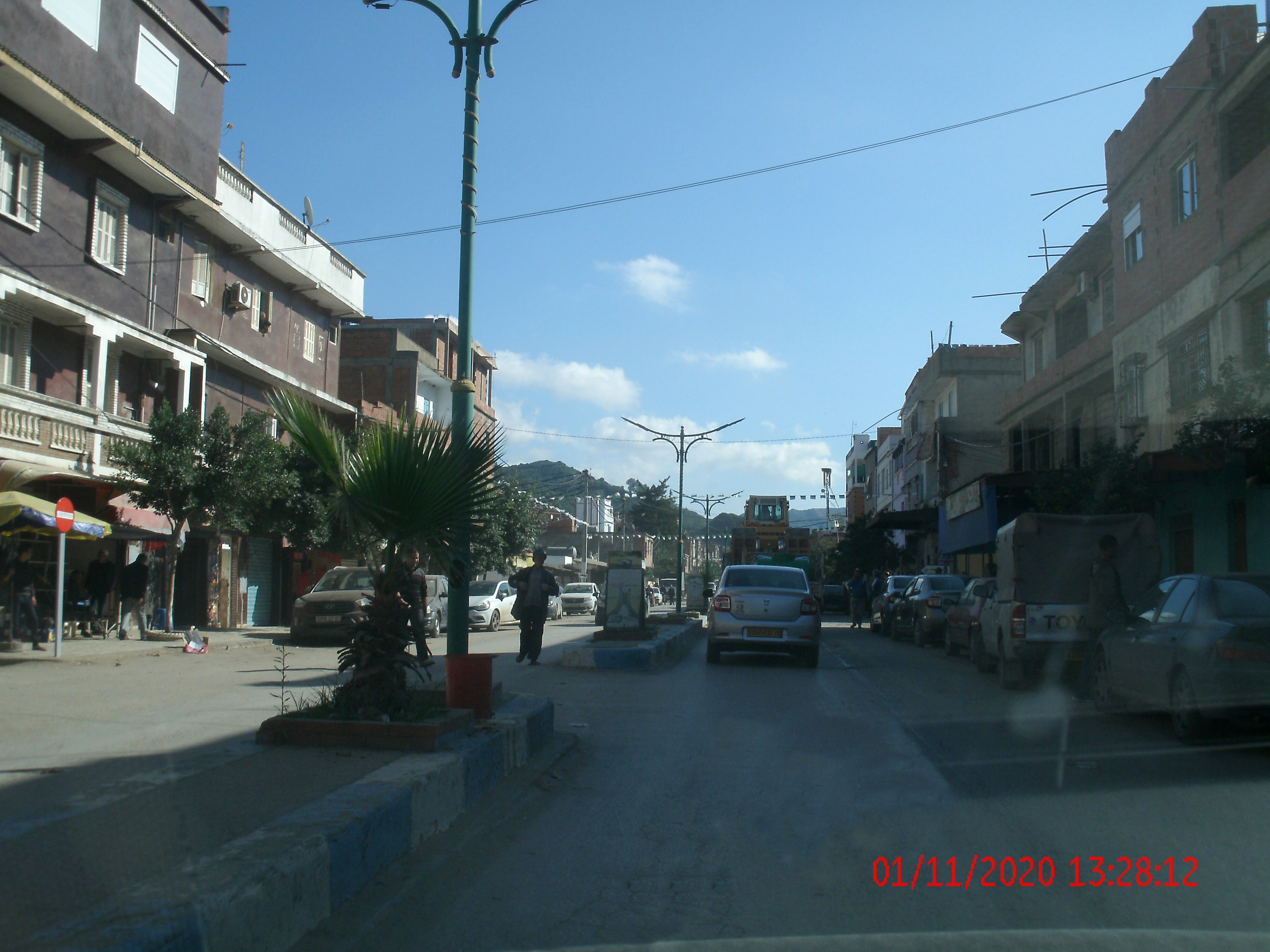
凱爾凱拉

凱爾凱拉（阿拉伯语：‎），是阿爾及利亞的城鎮，位於該國東北部斯基克達省，由塔馬盧斯區負責管轄，面積40平方公里，2008年人口27,177人，人口密度每平方公里679人。